# Мюнцер, Андреас
Андреас Мю́нцер (нем. Andreas Münzer; 25 октября 1964 — 14 марта 1996) — профессиональный австрийский культурист, известный благодаря 4-х процентному содержанию жира в организме. Мюнцер дважды попадал на обложку журнала Flex и один раз на Muscle Magazine International.

## Биография
Мюнцер был поклонником австрийского культуриста Арнольда Шварценеггера и пытался подражать ему. В итоге они встретились в 1996 году на соревновании «Арнольд Классик».
Во время соревнования он использовал разнообразные препараты для увеличения выносливости, в том числе большое количество обеднённых калием диуретиков, что могло способствовать его смерти в том же году.
13 марта 1996 года в самолете у Андреаса начались проблемы с кишечником, врачи диагностировали сильное кровотечение. Во время операции обнаружилось, что его кровь была вязкой из-за тотального обезвоживания организма, а печень почти разрушена. Сердце не выдержало такой нагрузки, утром 14 марта Мюнцер скончался в возрасте 31 года.

## История выступлений
| Год  | Соревнования                                     | Место     |
| ---- | ------------------------------------------------ | --------- |
| 1986 | Чемпионат Европы среди любителей (средний вес)   | 6         |
| 1987 | Чемпионат мира среди любителей (полутяжёлый вес) | 3         |
| 1988 | Чемпионат мира среди любителей (полутяжёлый вес) | 3         |
| 1989 | Мистер Олимпия                                   | 13        |
| 1989 | World Games (супертяжёлый вес)                   | 1         |
| 1990 | Арнольд Классик                                  | 3         |
| 1990 | Гран-при Германии                                | 3         |
| 1990 | Мистер Олимпия                                   | 9         |
| 1991 | Арнольд Классик                                  | 3         |
| 1991 | Айронмен Про                                     | 3         |
| 1991 | Мистер Олимпия                                   | без места |
| 1991 | Питтсбург Про                                    | 4         |
| 1993 | Арнольд Классик                                  | 7         |
| 1993 | Гран-при Германии 2                              | 4         |
| 1993 | Гран-при Германии                                | 2         |
| 1993 | Ночь чемпионов                                   | 2         |
| 1993 | Мистер Олимпия                                   | 9         |
| 1994 | Арнольд Классик                                  | 5         |
| 1994 | Гран-при Франции                                 | 8         |
| 1994 | Гран-при Германии 2                              | 5         |
| 1994 | Мистер Олимпия                                   | 9         |
| 1995 | Арнольд Классик                                  | 4         |
| 1996 | Арнольд Классик                                  | 6         |
| 1996 | Сан-Хосе Про                                     | 7         |